# Fernand Bonifay
Pour les articles homonymes, voir Bonifay (homonymie).
Fernand Bonifay est un auteur-compositeur français né dans le 13e arrondissement de Paris le 4 septembre 1920 et mort dans le 5e arrondissement de Marseille le 29 août 1993.

## Biographie
Il est l'auteur ou l'adaptateur de chansons à succès comme Maman la plus belle du monde, Souvenirs, souvenirs, des paroles de Petite Fleur, Du moment qu’on s’aime, Adieu Lisbonne, Quand le soleil était là, Je me suis souvent demandé, Parce que c’est bon, Tu n’as pas très bon caractère, Toi mon démon, Ce serait dommage, Luxembourg Polka.
Il a été chanté par Johnny Hallyday, Tino Rossi, Gilbert Bécaud, Bobbejaan Schoepen, Annie Cordy, Bourvil, Christian Selva, Gloria Lasso, Dalida, Luis Mariano, Sacha Distel, Petula Clark, Richard Anthony et bien d'autres.
Il est inhumé à La Seyne-sur-Mer.